# 虎巌浄伏
虎巌浄伏（こげん じょうふく、生没年不詳）は、元代初期に活動した禅僧である。松源下4世。
生年、生地ならびに俗姓不詳。虚舟普度法嗣で、中天竺寺首座を務めたのち石霜寺を経て径山寺に歴住した。至元21年（1284年）正月に大都大明殿で法を説く栄誉に与った。
遺墨として常盤山文庫所蔵の虎巌浄伏賛の拾得図があり、重要文化財に指定されている。法嗣は明極楚俊・月江正印・南楚師説・独孤淳朋・即休契了ならびに別岸若舟の6名が知られる。